# Mastermind (Rick Ross)
| Recensione | Giudizio |
| ---------- | -------- |
| AllMusic   |          |

Mastermind è il sesto album discografico in studio del rapper statunitense Rick Ross, pubblicato nel 2014.

## Il disco
Il disco è stato pubblicato nel marzo 2014 da diverse etichette quali Maybach Music Group, Slip-n-Slide Records e Def Jam Recordings. L'album si avvale di importanti collaborazioni sia nel lato artistico che in quello di produzione: in vari ruoli hanno partecipato alla realizzazione del disco tra gli altri anche Jay-Z, The Weeknd, Kanye West, Big Sean, Lil Wayne, Timbaland, Young Jeezy e altri.
Il singolo The Devil Is a Lie è stato scelto come brano apripista dell'album ed è stato pubblicato nel dicembre 2013. Già precedentemente, nel corso del 2013, erano stati realizzati dei video promozionali come quello per No Games. Nel febbraio e in marzo 2014 sono stati pubblicati altri due singoli, rispettivamente War Ready e Thug City.
L'album ha debuttato alla prima posizione della classifica Billboard 200.

## Tracce
Edizione Standard
1. Intro – 1:01
2. Rich Is Gangsta – 3:16
3. Drug Dealer's Dream – 4:02
4. Shots Fired – 0:53
5. Nobody (feat. French Montana) – 4:41
6. The Devil Is a Lie (feat. Jay-Z) – 5:10
7. Mafia Music III (feat. Sizzla & Mavado) – 5:07
8. War Ready (feat. Jeezy) – 7:03
9. What a Shame (feat. French Montana) – 2:14
10. Supreme – 3:37
11. BLK & WHT – 3:59
12. Dope Bitch (Skit) – 2:53
13. In Vein (feat. The Weeknd) – 4:21
14. Sanctified (feat. Kanye West & Big Sean) – 4:49
15. Walkin' on Air (feat. Meek Mill) – 4:28
16. Thug Cry (feat. Lil Wayne) – 4:25

Tracce aggiuntive Edizione Deluxe
1. Blessing in Disguise (feat. Scarface & Z-Ro) – 4:56
2. Paradise Lost – 4:58
3. You Know I Got It (Reprise) – 4:39

## Classifiche
| Classifica (2014) | Posizione raggiunta |
| ----------------- | ------------------- |
| Canada            | 5                   |
| Regno Unito       | 11                  |
| Stati Uniti       | 1                   |